# José Bernardo de Figueiredo
José Bernardo de Figueiredo, primeiro e único barão de Alhandra ComC (Pernambuco, 1805 – São Petersburgo, 1 de março de 1885) foi um médico e diplomata brasileiro, tendo sido embaixador plenipotenciário em diversas ocasiões, vindo a falecer na Rússia em missão oficial. Recebeu o título de doutor da Faculdade de Medicina de Paris
Filho de Joaquim Bernardo de Figueiredo e de Isabel de Sousa. Casou-se com Amélia Ana Temple Forster, que também viria a falecer em São Petersburgo, em 1884. 

## Títulos nobiliárquicos e honrarias
Agraciado com as grã-cruzes da Ordem Pontifícia de Cristo, Legião de Honra da França, e da Ordem de São Gregório Magno, além da comenda da Ordem Militar de Cristo. Era fidalgo da Casa Imperial e recebeu o título de conselheiro.
- Barão de Alhandra - Título conferido por decreto imperial em 11 de janeiro de 1873. Faz referência à cidade paraibana de Alhandra.